# Klemm

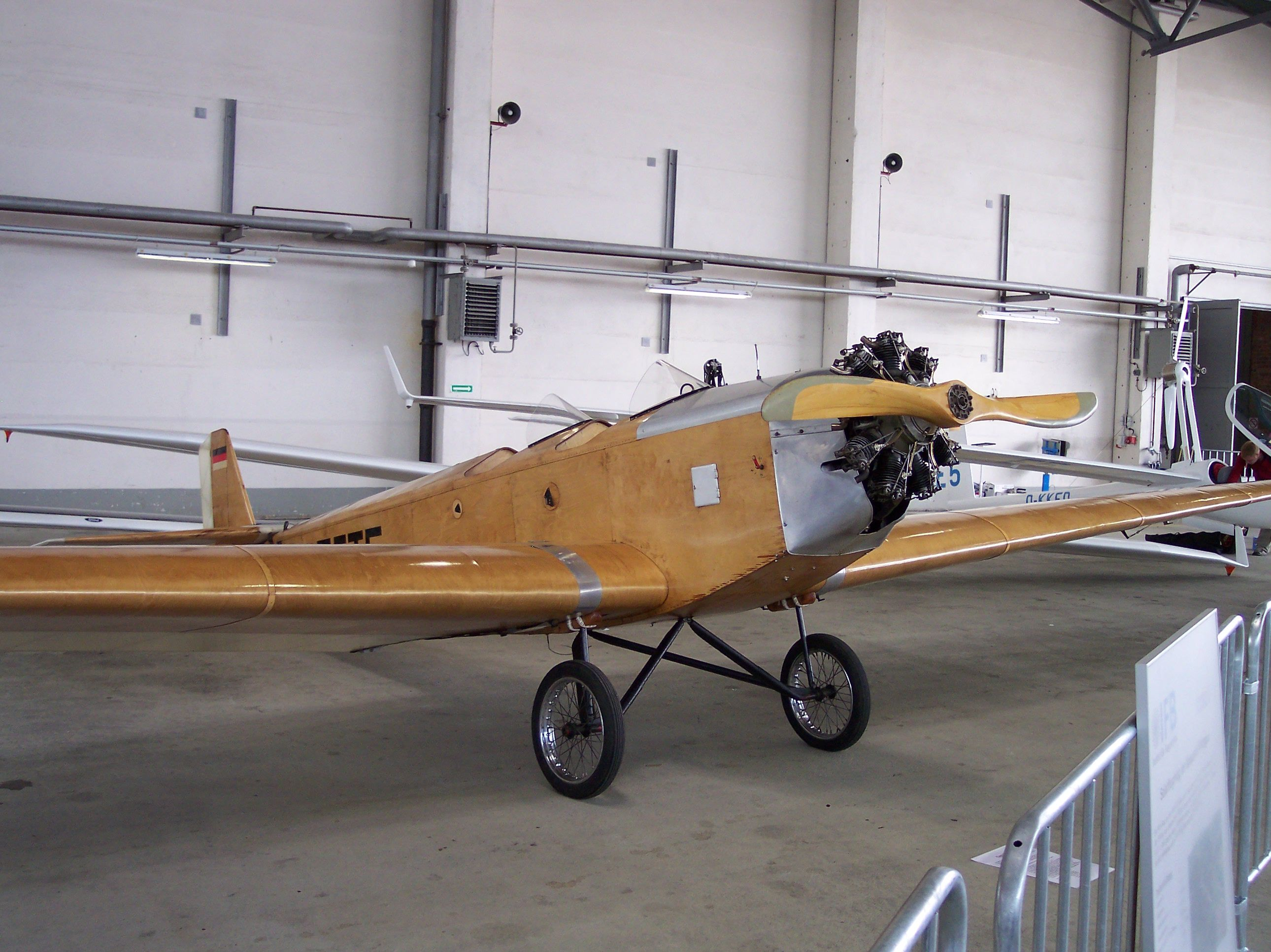
Klemm Kl 25

Klemm (voluit; Klemm Leichtflugzeugbau GmbH, wat Klemm lichte vliegtuigbouw bv betekent) was een Duitse vliegtuigbouwer uit Böblingen, in de Duitse deelstaat Baden-Württemberg. In 1926 werd het bedrijf opgericht door Dr. Hans Klemm, die daarvoor had gewerkt bij zowel Zeppelin en Daimler. Na de Tweede Wereldoorlog mochten er in Duitsland (tijdelijk) geen vliegtuigen geproduceerd worden, waardoor tussen 1945 en 1952 geen vliegtuigen bij Klemm werden gebouwd. Vanaf dat moment runde de zoon van Hans Klemm, Hanns-Jürgen Klemm het bedrijf. In april 1959 werd Klemm overgenomen door Bölkow, waarna de naam Klemm uit de luchtvaartwereld verdween.

## Lijst van vliegtuigen
- Focke-Wulf Fw 44 (licentie)
- Klemm (Daimler) L.20
- Klemm Kl 25
- Klemm Kl 26
- Klemm Kl 31

- Klemm Kl 32
- Klemm Kl 33
- Klemm Kl 35
- Klemm Kl 36
- Klemm Kl 105

- Klemm Kl 106
- Klemm Kl 107
- Klemm Kl 151
- Klemm Kl 152